# Mamihlapinatapai (singolo)
Mamihlapinatapai è un singolo del cantante italiano Galeffi pubblicato il 16 luglio 2018 per l'etichetta Maciste Dischi.

## Tracce
1. Mamihlapinatapai – 2:29